# Região Geográfica Imediata de Mantena

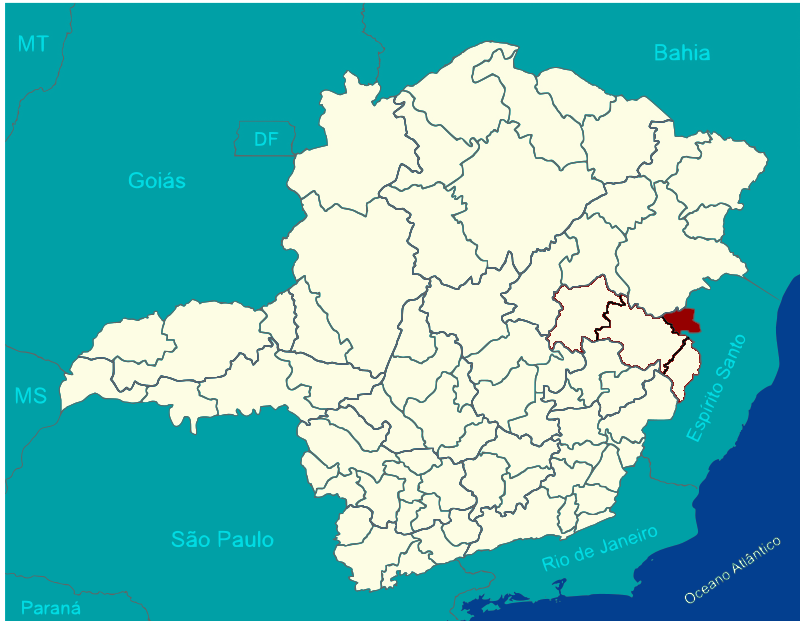
Região Geográfica Imediata de Mantena.

A Região Geográfica Imediata de Mantena é uma das 70 regiões geográficas imediatas do Estado de Minas Gerais, uma das quatro regiões geográficas imediatas que compõem a Região Geográfica Intermediária de Governador Valadares e uma das 509 regiões geográficas imediatas do Brasil, criadas pelo IBGE em 2017.

## Municípios
É composta por 7 municípios.
- Central de Minas
- Itabirinha
- Mantena
- Mendes Pimentel
- Nova Belém
- São Félix de Minas
- São João do Manteninha

## Estatísticas
Tem uma população estimada pelo IBGE para 1.º de julho de 2017 de 64 979 habitantes e área total de 1 851,340 km².